# ハンザ同盟
ハンザ同盟（ハンザどうめい、独: Hanse）は、中世後期の中央ヨーロッパないし北ヨーロッパの都市による都市同盟である。北海およびバルト海沿岸地域の貿易を掌握し、ヨーロッパ北部の経済圏を支配した。

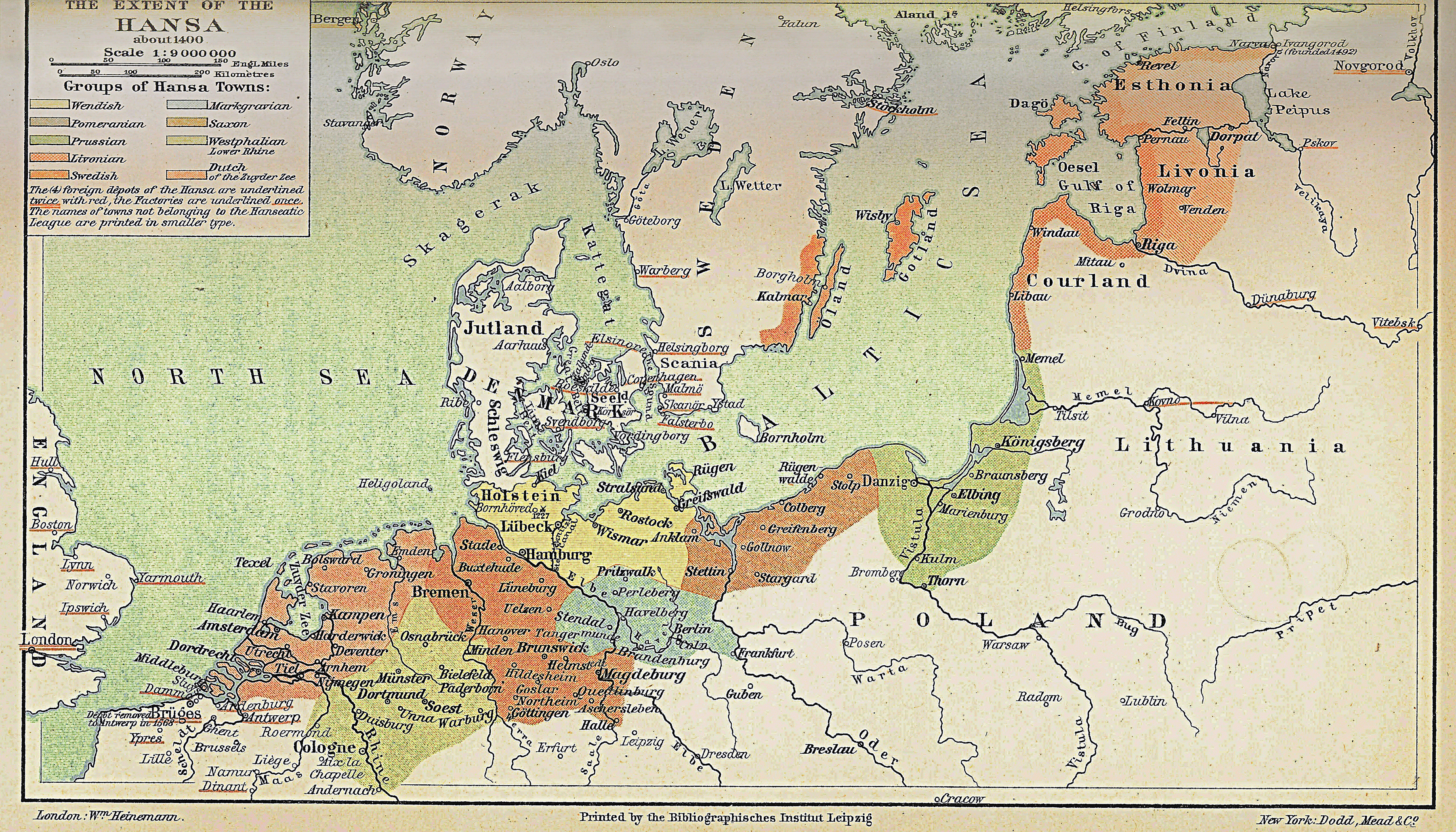
1400年頃のハンザ同盟の勢力範囲（着色部分）

## 概要
「ハンザ」は古高ドイツ語であり、現代ドイツ語では ｢ハンゼ」(Hanse) と呼ばれる。古高ドイツ語「ハンザ」は「団体」を意味し、もともと都市の間を交易して回る商人の組合的団体のことを指した。「ハンザ同盟」に相当する訳語は日本語以外でも用いられることもあるが、原語に直訳すると二重表現となる。
中世ヨーロッパでは都市同盟が重要な役割を果たした。周辺の領主に対抗するため、独立意識の高い諸都市が連合し、皇帝や国王も都市連合を意識して権力を行使しなければならなかった。これは世界史上、ヨーロッパでしか生じていない現象と言われている。最盛期には100以上の都市が加盟し都市同盟の中でも規模と存続期間において群を抜いており、また特殊な存在であるとされている。
ハンザ同盟の中核を占める北ドイツの都市は神聖ローマ帝国の中で皇帝に直接忠誠を誓う帝国自由都市であった。相互に独立性と平等性を保つ緩やかな同盟だったが、経済的連合にとどまらず、時には政治的・軍事的連合として機能した。しかし、同盟の恒久的な中央機構は存在せず、同盟の決定に拘束力も弱かったので、実際はそれぞれの都市の利害が優先された。同盟の慣習法は後の海事法のもとになったと言われている。
リューベック、ハンブルク、ブレーメンなどかつてのハンザ同盟の中心都市は「自由ハンザ都市」を称し、中世以来の都市の自由をうたっており、21世紀の現在もなおハンザ同盟の遺風を残している。

## 歴史

### 前史

#### フリース人の活躍
バルト海では古くから交易がおこなわれていたが、中世初期には商業そのものが衰退していた。このバルト海で6-10世紀にかけて貿易を担ったのがゲルマン民族の一派フリース人である。彼らは都市生活を知らなかった点でハンザと大きく異なるが、平和的・恒久的な貿易を基本とし、ワインや木材、穀物、織物などを扱うなどハンザ商人の先駆者としての性格も持っていた。しかし、第二次民族大移動の時代に入ると、ヴァイキングから攻撃を受けるようになる。

#### 東方植民
ヨーロッパも中世盛期に差し掛かるころになると、商業の復活や都市の発達が見られるようになる。人口が増大し、新たな土地を求め農民たちがエルベ川以東の土地に移住し開拓を進めていった（東方植民）。この地域には、キリスト教を受け入れていたドイツ人から見て異教徒であるスラヴ系住民が居住しており、土地を得るために武力による制圧も行われた。
東方植民の成果は大きく、ヨーロッパ世界の拡大と共に貿易圏も拡大していった。それと同時に都市も次々と建設され、多くの都市がハンザ同盟に加わることとなる。

#### リューベックの建設
1143年、ホルシュタイン伯アドルフ2世は、当時まだ未開の地だったトラーヴェ川とヴァーケニツ川の間にある中洲に目をつけた。彼は各地から住民を募り都市を建設し、リューベックと名付けた。しかし、1157年の火災で、まだ小さな集落だったリューベックは荒廃してしまう。そこで、リューベックの住民はアドルフ2世の上位君主ザクセン公ハインリヒ獅子公に助けを求める。ハインリヒはリューベック市民のために新しい町を建設するものの、地理的な問題から発展が見込めなかった。そこで、アドルフからリューベックの土地を買い取り、再び町を建設した。この時、リューベックに都市としての特権が与えられた（1159年）。

### 商人ハンザ
11 - 12世紀の商人は特定の街に定住せず、各地を遍歴して商品を売買する「遍歴商人」が主流だった。ドイツ人の遍歴商人は北海貿易に参加し、ロシア産の毛皮を求めてバルト海に乗り出していった。当時、北方貿易の中心になっていたのはヴァイキングの商業拠点となっていたゴトランド島で、ドイツ商人たちは彼らのネットワークに参入した。しかし、ヴァイキングの法では異民族は自動的に無権利であり、ドイツ商人は常に生命・財産を侵害されるリスクが存在した。そこで、ザクセンのハインリヒ獅子公が仲介に乗り出し、1161年にヴァイキングとドイツ商人の間に通商権の平等が認められた。さらにハインリヒはオデルリクスを団長とする遍歴商人団体を承認し、オデルリクスに民事・刑事上の司法権を与えた。商人団長に大きな権限が与えられたのには、ドイツから離れた地で異民族と競合しながら商売をしていくために、強いリーダーシップが必要があったためである。こうして、遍歴商人たちの団体である「商人ハンザ」が誕生した。
ドイツ商人の商業活動の広がりに応じてハンザ同盟の商館の置かれる範囲は拡大した。西はイングランド（イギリス）のロンドンから、東はジョチ・ウルス支配下（タタールのくびき）にあったルーシ（ロシア）の中心、ノヴゴロド公国のノヴゴロドまで広がった。このレンジはモスクワ会社設立の足がかりとなった。同盟はロンドンとノヴゴロドに加えてフランドルのブルッヘ（ブリュージュ）、ノルウェーのベルゲンの4都市を「外地ハンザ」と呼ばれる根拠地とし、その勢力はヨーロッパ大陸の内陸から地中海にまで及んだ。
ゴトランド島で中心的な役割を果たした都市は、ドイツ遍歴商人の活動拠点でもあったヴィスビューだった。ヴィスビューはドイツからロシア商人を放逐し、1237年にはイングランド王国から特権を与えられ国王・貴族に対し寡占的に毛皮を輸出していた。また、当時のヨーロッパには非合理的な神判や法廷決闘が裁判制度として機能している地域があった。古ゲルマン法では所有権と言う概念が定着しておらず、海岸に漂着した遭難者の財貨は発見者・海岸住民・海岸領主の物になるとされていた。ヴィスビューはこれらの原始的な法に対抗するため、リューベックから法体系を導入し、12世紀から13世紀にかけてバルト海沿岸地域に普及させていった。この過程において、ヴィスビューの法はキリスト教会から承認を受け、キリスト教の布教とセットでヴィスビュー法は伝えられていった。
リューベックはハインリヒ獅子公の保護を受け発展していた。しかし、ハインリヒは神聖ローマ皇帝フリードリヒ1世（赤髭王）と対立し、失脚する。リューベックは形の上では王領地となるが、実質的にはホルシュタイン伯に支配されるようになった。1188年、フリードリヒはリューベックに多くの特権を与え、商業都市としての発展を促進した。1227年にはホルシュタイン伯の支配を排除して帝国都市としての地位を獲得し、いかなる領主の支配にも属さない帝国直属の都市となった。リューベック市民の一部は周辺地域に移住し、ロストックやヴィスマールなど新しい都市を建設した。また、ロストック市民によって建設されたシュトラールズントなど、リューベックの「孫娘都市」も建設された。これらの都市をヴェンド系都市という。さらにリューベックの法は娘都市やバルト海沿岸の都市に普及していった。また、北方十字軍などにおいて北ドイツの都市との協力を必要としたローマ教皇庁もリューベックと友好関係を築いた。

### 都市ハンザの成立

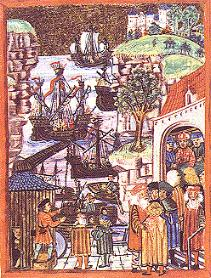
1241年、リューベックとハンブルクの間で同盟が結ばれた。この同盟は後のハンザ同盟の基礎となる。

13世紀になると遍歴商人、使用人に実務を任せ、自らは本拠地となる都市に定住しながら指示を出す「定住商人」が台頭する。彼らは定住する都市で都市参事会を通じて政治に参加する有力市民であり、彼らの相互援助の都市間ネットワークを通じて都市間で条約が結ばれていった。これに伴い、ハンザ同盟の性格も商人団体から、商人が定住する都市によって構成される都市同盟「都市ハンザ」へと変質する。しかし、この過程で上記のヴィスビュー（遍歴商人団体の中心都市）とリューベック（都市同盟の中心）の間で主導権争いが行われた。
ワールシュタットの戦いが起きた1241年、リューベックとハンブルクと間に商業同盟が結ばれた。これは、その都市の資源はその都市の商人が扱い、外来の商人は排他するというもの。1256年、リューベックとロストックが対立する。しかし、ヴィスマールが両者の仲を取持ち、3都市は友好関係（ヴェンド同盟）を築くことに成功した。1259年には、ヴェンド同盟の会議も開かれる。ロストックとヴィスマールはリューベックを介してハンブルクとも結びつく。さらにハンブルクを通じて西方や南方の諸都市も同盟に加わった。この都市同盟は、後のハンザ同盟の基礎となり、ヴェンド同盟の会議はハンザ会議の起源となった。
当時はノヴゴロド商館でヴィスビューの優位性が認められており、ノヴゴロドでのドイツ商人の紛争はヴィスビューが上訴地とされていた。また、ノヴゴロドの利益はヴィスビューに送られ、ヴィスビューのドイツ人、リューベック、ゾースト、ドルトムントで分け持っていた。1260年頃から諸都市との連携を強めていたリューベックは、ヴィスビューから覇権を奪おうと画策する。
1290年代までに、ほとんどのハンザ都市がリューベックをリーダーとして認めるようになる。1293年、ロストックにザクセンとバルト海沿岸の諸都市代表が集まり、ノヴゴロドにおける上訴地をヴィスビューからリューベックに移すことが議論された。ヴィスビューはリガ（現在のラトビア共和国首都）やオシュナブリュックと共に反対したが、会議に参加しなかった諸都市も含め大勢の支持を取り付けたリューベック側が勝利した。1294年には、ネーデルランドの都市、スヴォレが書状の中でリューベックを「頭」、自らを「手足」に譬えて協力を誓った。さらに1298年のハンザ会議では、ヴィスビューに拠点を置く遍歴商人団体の廃止が決議された。
このようにリューベックをリーダーとする都市ハンザが台頭すると、それまで遍歴商人らによって独自に運営されていた各地の商館も都市ハンザの支配に下るようになる。最終的な決定権は現地の商人ではなく、ハンザ同盟諸都市の代表によって構成されるハンザ会議が下すこととなった。

### 対デンマーク戦争
デンマークはハンザ同盟の宿敵であった。デンマークはホルシュタインを通じて陸路で貿易を行っており、海上貿易が中心のハンザ商人に進出できずにいた。また、海上貿易もハンザ商人に頼らず行っていた。さらに、地理的にハンザの中心地に近く、軍事的な脅威でもあった。
14世紀、デンマーク王国のヴァルデマー4世再興王は王権の強大化とデンマーク領の拡大に邁進していた。1360年にはスウェーデン南部、1361年にはハンザ同盟都市のヴィスビューを占領した。ヴィスビューはハンザ同盟にとって重要な拠点であり、そこが奪われるということは死活問題であった。そのためハンザ同盟都市はデンマークに対して開戦する（1362年）。デンマークの積極的な膨張策に脅威を抱いていたノルウェー王国、スウェーデン王国、シュレースヴィヒ公国、ホルシュタイン伯国、ドイツ騎士団などもハンザ同盟に味方した。
しかし開戦直後、リューベック市長ヨハン・ヴィッテンボルク率いるハンザ都市連合艦隊はデンマーク海軍に敗北を喫する。1367年、ケルンでデンマークとの戦争を議題に据えたハンザ会議が行われた。これにはハンザ都市だけでなくアムステルダムも代表を派遣しており、同市を含むネーデルランド諸都市がデンマークに対して抱いた強い危機感が窺える。この会議で、ヴェンド、プロイセン、ネーデルランドの諸都市の間で反デンマークのケルン同盟が締結された。また、この同盟はハンザ同盟と異なり、加盟都市に義務を課している（同盟当事者ではないがリーフラントの諸都市にも軍事的援助義務が課せられた）。義務に違反した都市は同盟から追放されることが明記された。各都市は同盟の義務を履行するために市民に税を課した。スウェーデン国王加盟も予定されていた。また、この条約でリューベックがハンザの首長であることが初めて明示された。
ケルン同盟によって結束力を固めたハンザ側は1368年、リューベック市長ブルーノ・バーレンドルプを司令官として、海上から国王不在のコペンハーゲンを攻略する。さらにオランダ（ネーデルランド）都市の艦隊は、デンマーク側に寝返ったノルウェーの当時の首都ベルゲンも襲撃した。当時、北ドイツにいたヴァルデマー4世 (デンマーク王)はハンザ同盟に停戦を呼びかけた。
1370年、シュトラルズントの和議が締結された。停戦会議においてハンザ同盟は1つの交渉団体「諸都市」としてデンマーク代表との交渉にあたった。ハンザ代表は領土要求を行わず、戦前の権利承認と戦費賠償（税金を取り立てるための要塞を15年間保障占領し、その間の税収の2/3を受領する）が認められた。また、義務の履行を確実にするため、次期デンマーク国王の即位にはハンザの承認が必要とされた。
この戦争はハンザ同盟にとってそれまでの権利が国際的に承認されたことを意味した。一方で1870年（条約締結から500年後、翌1871年にドイツ諸邦が統一されドイツ帝国が成立）以降のドイツでは、「ドイツ民族の勝利」「民族的栄光の担い手として北方に覇を唱えた」とみなされた。

### ライバルの台頭
15世紀には周辺の国家の王権が中央集権化を進めた時期でもあった。そのため、ハンザ同盟と各地で抗争が繰り広げられた。
14世紀末、ネーデルランドはブルゴーニュ公の支配下に入った。15世紀にはアントウェルペンが台頭し、ハンザが商館を置いていたブリュージュの地位が低下した。ブルゴーニュ公はハンザに対して圧力をかけ、リューベックは強硬策に出ようとする。オランダ商人はエーレスンド海峡を通って貿易を行い、ヴェンド系都市を通過せずにバルト海に進出したため、リューベックは制裁を試みた。しかし、オランダ商人によって利益を得ていたドイツ騎士団やリーフラント（リヴォニア）の中小都市が反対したため、ハンザ同盟は一致した行動がとれなかった。さらに、ハンザに反感を持っていたスカンディナヴィア半島の諸王国がオランダを支援したため、ハンザ同盟はオランダ商人の活動を認めさせられた。
14世紀には、イングランド商人が成長し、プロイセンのハンザ都市で貿易を開始した。するとハンザの諸都市はイングランド商人の取引を規制した。これに対してイングランド商人はイングランドでハンザ商人が得ているのと同じ権利をハンザ都市に要求した（いわゆる相互主義）。この考えはイングランド議会にも受け入れられたため、1388年にハンザはイングランドに妥協し、相互主義を受け入れてイングランド商人に特権を与えた。この相互主義の適用範囲は拡大し、1428年にはドイツ騎士団領でイングランド商人の団結結成が認められた（ハンザの商館に対応する）。
15世紀、イングランドは私掠船によってハンザの商戦を苦しめた。ハンザ商人でない者が、ハンザ商人と共に商売をしてハンザ特権を享受しているというのがイングランド側の主張であった（ハンザ側では、そのようなケースは事業拡大のために黙認されていた）。一方でイングランドの王室や毛織物業者にとってハンザ商人は大きな利益をもたらす存在であったため、完全な排除は行われなかった。百年戦争が勃発するとフランスはハンザ同盟に接近し、ハンザは私掠船によって戦況を優位に進めていたイングランドの船を圧倒した。1474年、ブルゴーニュ公の仲介によってハンザとイングランドは和解し、ユトレヒト条約が締結された。これによってハンザ同盟のイングランドにおける地位は高まり、イングランド商人はバルト海から撤退した。
15世紀初頭の東欧ではヤギェウォ朝ポーランド・リトアニア連合が台頭し、バルト海東岸と南岸を支配していたドイツ騎士団と対立していた。騎士団領のハンザ都市は商売上のライバルであるドイツ騎士団に対抗して、ポーランドを応援していた。1410年、ドイツ騎士団はタンネンベルクの戦いでポーランドに敗れ、1466年の第二次トルンの和約で大きく西方に後退した。プロイセン地方の新たな支配者となったポーランド王国の下、中小の都市は没落し、自由都市ダンツィヒやリガなどの都市が興隆した。この結果、東方のハンザ都市は自己の利益のみを追求ようになり、同盟の一体感は失われていった。
さらに、カルマル同盟を結んで北欧諸国を統合したデンマークに敗れて、バルト海の覇権を失った。
北ドイツでは、神聖ローマ皇帝の勢力が小さくなる代わりに、領邦君主が勢力を伸ばした。領邦君主が自領内都市への圧迫をかけた結果、多くの都市がハンザ脱退していった。

### 衰退
16世紀の大航海時代において、一般には、ヨーロッパの商圏の中心軸がバルト海・地中海から大西洋・北海に移動したと言われている。確かに、ここでバルト海沿岸に位置するハンザ同盟都市の発展は鈍る。しかし、販路を継承したモスクワ会社が設立されて時代の波に乗る。一方でハンブルクやネーデルランド諸都市は大西洋方面の貿易にシフトし、さらなる発展を遂げることになる。
同世紀、宗教改革がヨーロッパに広がった。ハンザ同盟もルター派とカトリックの対立に巻き込まれ、都市内・都市間で混乱と対立が生じた。
そして、17世紀に三十年戦争が勃発する。生き残りに必死な北ドイツの都市にはハンザ同盟のために義務を履行する余力がなく、リューベック、ハンブルク、ブレーメンの3都市にハンザの名で行動することを委任された。それを受けて、この3都市は強固な軍事的な同盟を結ぶ。
1648年、参戦国の間でヴェストファーレン条約が結ばれたが、上記の3都市もハンザを代表して条約に列席した。しかし、この条約によってハンザ同盟都市の大半は領邦国家に組み込まれ、ハンザ同盟の存続に終止符を打った。1669年のハンザ会議を最期に同盟は機能を完全に失い、実質上終焉した。
17世紀以降、バルト海の貿易圏は、既にスウェーデンとオランダ（ネーデルラント連邦共和国）が主流となっていた。三十年戦争によってドイツの国土が疲弊していたことも、ハンザ同盟の実質的な終焉に拍車をかける事となった。

### その後
リューベック、ハンブルク、ブレーメンの3都市の同盟は20世紀まで断続的に存続し、長い間「ハンザ同盟」として活動を続けた。現在のドイツ連邦共和国でも、ハンブルク（都市州）は「自由・ハンザ都市ハンブルク (Freie und Hansestadt Hamburg)」、ブレーメン州は「自由ハンザ都市ブレーメン(Freie Hansestadt Bremen)」、リューベックは「ハンザ都市リューベック (Hansestadt Lübeck)」を正式名称とする特別市として、かつてのハンザ同盟の名残を現在に留めている。例えば、現在でも車のナンバープレートは、それぞれHH（Hansestadt Hamburg）やHB（Hansestadt Bremen）、HL（Hansestadt Lübeck）となっている。
なお、日本の江戸幕府は幕末の文久年間（1862年）、開港延期交渉のために使節団を欧州に派遣した際、ハンザ同盟から外交を結ぶべく外交的接触を受けている。しかし、その後、北ドイツ連邦が設立されハンザ同盟がそれに属したため、ハンザ同盟からの直接の接触はその後行われていない。

### 新ハンザ同盟
1980年にオランダのズヴォレで「新」ハンザ同盟が結成され、311年ぶりにハンザ会議が開催された。この同盟は、ハンザ同盟本来の目的である加盟都市の貿易推進の他に、文化交流・観光誘致も目的とする、現代風の呑気なものとなった。加盟都市はかつてのハンザ同盟の加盟都市が原則であるが、ハンザ同盟の商館を設置した都市であれば新規加盟も可能とした。折りしも東西冷戦が終結しバルト海の東西を分かっていた政治的障壁が消滅したため、加盟都市は増え現在では175都市を数えている。ハンザ会議は毎年開催されるが、開催地は加盟都市の持ち回りとなっている。会議とはいっても、実際は文化フォーラムのごときもので、会議期間中は中世をしのぶ文化展示や催し物・パレードが行われ、町はお祭りとなる。
21世紀に入り、欧州連合（EU）における独仏の台頭、南北経済格差、イギリスの離脱といった問題が浮き彫りになった。こうした問題にヨーロッパ北部の中小国家が共同で対応するため、新ハンザ同盟はオランダを中心に外交面でも存在感を持つようになっている。2018年時点の参加国はオランダとアイルランド、北欧のうち3カ国（デンマーク、スウェーデン、フィンランド）とバルト三国（エストニア、ラトビア、リトアニア）である。

## 経済・貿易

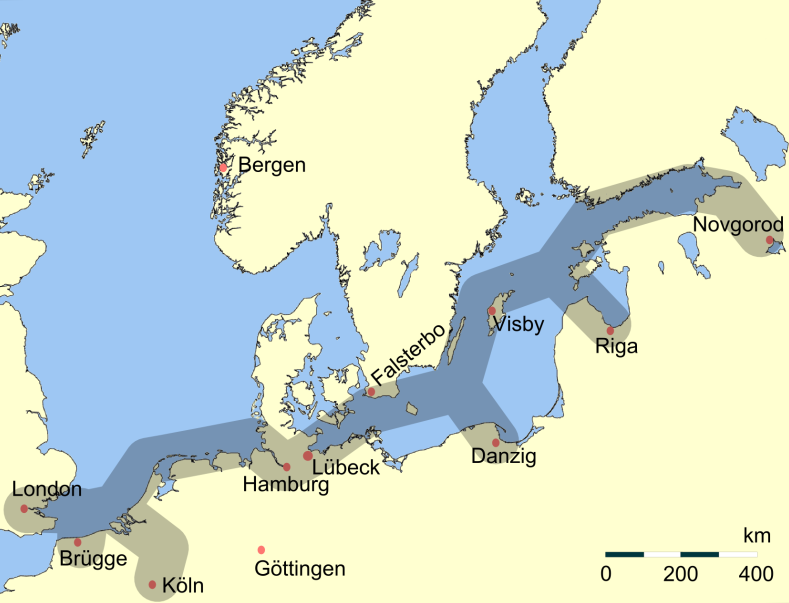
ハンザ同盟の主要交易路

ハンザ商人は、北海・バルト海を中心にヨーロッパ内陸部や地中海地域までも活動範囲とした。特にイングランド王国では、ドイツ商人の果たした役割は大きく、ロンドン市民と同じ身分を与えられていた。
ハンザ同盟の扱う交易品としては、ブリュッヘを通じて貿易されるフランドルの織物のほか、バルト海のニシンが重要である。毎年、夏から秋にかけてのニシン漁期になると北ドイツの各ハンザ都市から北欧に向けてニシン買い付けの商船隊が派遣され、年間数十万トンのニシンが塩漬けにされてヨーロッパ各地に輸出された。またドイツ騎士団領からは木材、琥珀、ポーランド王国からは穀物、ロシア方面からは黒貂、熊、リスなどの毛皮が輸出された。
ハンザ商人は現金・現物による即時決済を中心とする堅実な商業活動を行っていた。それゆえ信用経済は発達せず、金融が発達したイタリア半島とは対照的に、銀行・保険などのシステムは未整備のままだった。そのため、リスクを分散させ多くの投資を集めることのできる船舶共有組合が発達した。

## 組織
ハンザ同盟は自然発生的な諸都市間の連合体であり、恒久的な中央組織は存在しなかった。しかし、リューベックやハンブルクなど、ヴェンド地方の都市の市会参事（ラート）が無給でハンザの政務を取り仕切っていた。後述するハンザ会議も主にこれらの都市が下準備を行い主催していた。
時代が下り、周辺の王国で法律家による有給官吏が台頭した16世紀には、ハンザ同盟にも外交、法典・議事録の作成などを任されるハンザ官僚が任命された。しかし、財政的理由から人数も1人と明らかに不十分で、権威・権限も弱く、多くはリューベックの法律家・市政家が任命された。このため、リューベックの市会参事がハンザ同盟の政務を担った以前の状況と比べて大きな変化はなかった。

### ハンザ会議
ハンザ同盟の意思決定は、同盟都市の都市が集まり、意思疎通を行うハンザ会議で決定された。決定方法は全会一致であったが、強制力は弱く、決議を守らない都市も少なくなかった。開催時期は不定期で、開催地もリューベックかその周辺都市で持ち回り制だった。ハンザ会議に代表を派遣した都市がハンザ同盟都市とされている。
ハンザ会議には全てのハンザ同盟都市の代表が出席したわけではなく、特に開催地から遠い中小都市の出席状況は悪かった。そこで、同盟地域をいくつかの地域に分け、各地区代表のとなる大都市に中小の都市が出席を委任する形で代替されたこともあった。
1669年を最後にハンザ会議は開かれなくなった。

### 商館
ハンザ同盟は外地に「商館」を建設した。商館と言っても、ハンザ商人団体のことを指す用語で、専用の建物があるとは限らない。特にロンドン、ブリュージュ、ベルゲン、ノヴゴロドの商業拠点は規模が大きく、ハンザ史学においてはこの4つのみを商館と呼び、その他の拠点である「支所」と区別している。

#### ロンドン商館
ロンドン商館はイングランド王国におけるハンザ商人の拠点。本部の置かれた建物の名前から「スチールヤード」とも呼ばれていた。強大な王権に対抗する必要性から商館の求心力は強く、意思決定機関である総会の決定事項は強い拘束力を持ち、違反者には罰則がかけられていた。
ロンドン商館には職員がおり、2名の商館長はイングランド人（ロンドン市高官が多かった）とハンザ商人が1人ずつ選ばれていた。ハンザ商人はイングランドにおいて特権を与えられていたため、イングランドとの関係を円滑にするため、イングランド人を商館長にしていたのだといわれている。商館長含め12人の役員が商館を指揮し、数名の有給の書記が業務を行っていた。有給の職員が置かれたことは中世では異例のことである。
15世紀になると、ハンザ商人に与えられていた特権を疎ましく思うイングランド商人や、国内の産業を育成しようとするイングランド国王がロンドン商館に様々な圧力をかけるようになる。しかし、イングランドは木材の輸入などで完全にハンザ商人に頼り切っていたため完全な排除は難しく、ロンドン商館は長い間持ちこたえていた。1598年、エリザベス1世によってロンドン商館は閉鎖された。

#### ブリュージュ商館
ブリュージュ商館はネーデルランド（オランダ）に置かれたハンザ商人の拠点である。本拠地となる特定の建物も居住地も存在していなかったが、ネーデルランドはヨーロッパ世界における経済・文化の中心地であったため、ブリュージュ商館は大きな役割を果たした。商館の幹部は3つの地域が輩出する代表2人ずつ、計6人の商館長から構成された。フランス王国やイベリア半島諸国などとの外交もブリュージュ商館の役割であった。
最終的に1530年代にブリュージュの商館は発展著しいアントウェルペンに移動する。

#### ベルゲン商館
ベルゲン商館はノルウェー王国におけるハンザ商人の拠点である。特定の建物は存在しなかったが、ベルゲンにあるドイツ人居住区に所在したため「ドイツ人の橋（ブリッゲン）」と呼ばれた。ドイツ人居住区の住民は全員男で、独身が義務付けられていた。ノルウェー王国への穀物供給で大きな役割を果たしていた。
ハンザ同盟が過去のものとなった17世紀まで商館は存続する。しかし、徐々にノルウェーの影響力は高まり、商館の構成員もノルウェー人あるいはベルゲン市民に同化していった。

#### ノヴゴロド商館
ノヴゴロド商館はロシアの拠点でハンザ商圏の最東端に位置した。前身はゴットランド島の商人による「ゴート商館」。中心的な役割を果たした聖ペテロ教会の名前にちなんで「聖ペーター・ホーフ」と呼ばれていた。最大の輸出品は毛皮で、その他に木材や蜜蝋なども輸出していた。
この聖ペテロ教会は「商人教会」とされ、商人によるミサだけでなく、商業資料の保管や商人による会議などが行われていた。司祭も商人団が指名しており、商人たちが教会を管理していた。ただし、教会内での商行為は許されていなかった。
ロシアにおけるモンゴルの支配（「タタールの軛」）が終わるとモスクワ大公国が台頭する。1478年、「大帝」イヴァン3世にノヴゴロド公国が征服されたことにより、ノヴゴロド商館は弾圧を受けるようになる。1497年には商館が閉鎖され、商館に属するドイツ商人は全員捕えられ、財産を没収された。商館そのものは1514年に復活するが、もはやかつてのような力はなく、形だけの存在にとどまった。

## 主なハンザ同盟都市
全盛期のハンザ同盟は約200の都市から構成されたと言われている。しかし、加入の際に具体的な条約・協定が締結されたわけではないので、ハンザ同盟都市と言えるかどうか曖昧な都市も少なくない。また、都市以外にもドイツ騎士団とディートマルシェの農民団がハンザ同盟に加わっていた。
ハンザ同盟都市の中でも、都市によってハンザに対する態度は異なる。リューベック、ハンブルクなどの都市は同盟の維持に熱心だったが、当時ドイツで最大の都市であったケルンは同盟内でも独自行動が目立った。

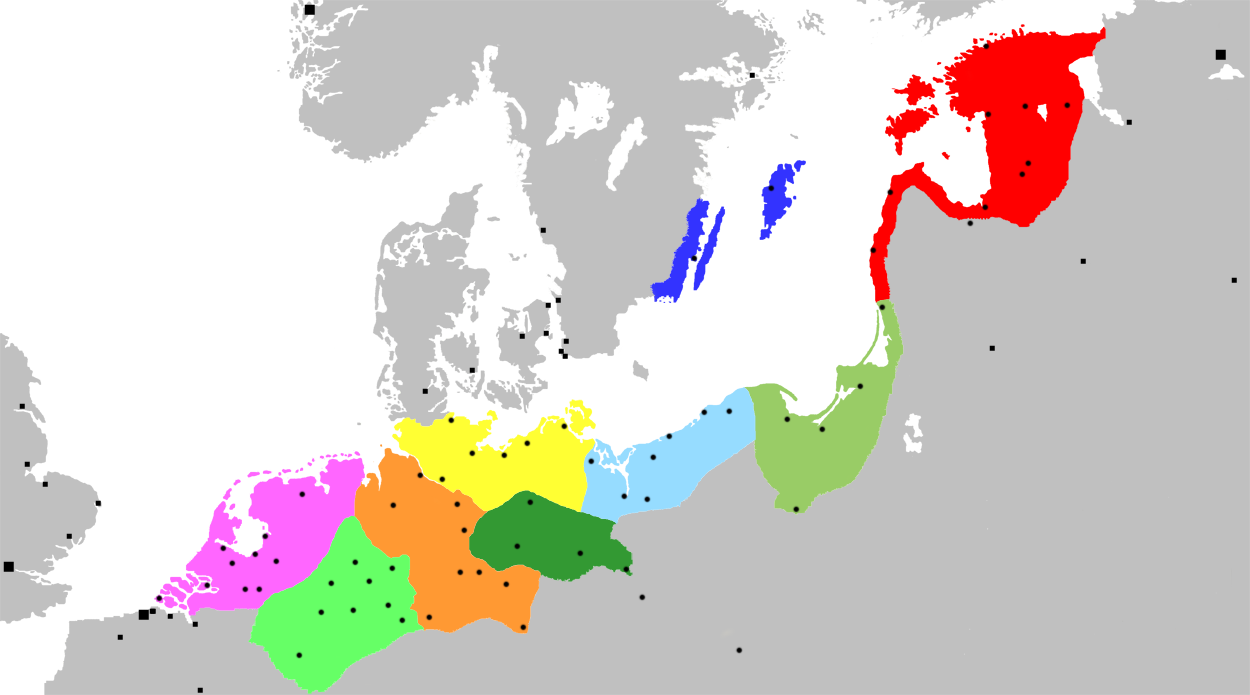
1400年頃のハンザ同盟諸都市
（●：加盟都市、■：外地ハンザ）
ネーデルラントサークル
ヴェストファーレンサークル
ザクセンサークル
ウェンディッシュサークル
マーグレイヴサークル
ポメラニアサークル
プロイセンサークル
リヴォニアサークル
スウェーデンサークル

リューベック、ハンブルク、ヴィスマール、ロストクなどはハンザ同盟最初期のメンバーであり、長い間ハンザを支え続けた。最後までハンザ同盟を担い続けたのはリューベック、ハンブルク、ブレーメンの3都市だった。

### 北欧
- ヴィスビュー
- ストックホルム
- トゥルク（オーボ）
- ベルゲン

### ロシア（本土）
- スモレンスク
- トヴェリ
- ノヴゴロド
- プスコフ

### バルト海東岸
- タリン（レーヴァル）
- ナルヴァ
- パルヌ（ペルヌ、ペルナウ）

#### そのうち旧ポーランド（ポーランド・リトアニア連合）
- ヴァルミエラ（ヴォルマール）
- ヴィリャンディ（フェリーン）
- ヴェンツピルス（ヴィンダウ）
- カウナス（カウエン）
- クライペダ（メーメルブルク）
- クルディーガ（ゴールディンゲン）
- タルトゥ（ドルパート）
- ツェーシス（ヴェンデン）
- リガ
- カリーニングラード（ケーニヒスベルク）

### ポーランド
- ヴロツワフ（ブレスラウ）
- エルブロンク（エルビング）
- グダニスク（ダンツィヒ）
- クラクフ（クラカウ）
- シュチェチン（シュテッティン）
- トルン
- ヘウムノ（クルム）

### ドイツ
- ヴィスマール
- エッセン
- オスナブリュック
- カルマール
- キール
- グライフスヴァルト
- ゲッティンゲン
- ケルン
- ゴスラー
- シュトラールズント
- デュースブルク
- デュッセルドルフ
- ドルトムント
- ハノーファー
- ハレ
- ハンブルク
- ヒルデスハイム
- ブクステフーデ
- ブラウンシュヴァイク
- ブランデンブルク・アン・デア・ハーフェル
- フランクフルト (オーダー)
- ブレーメン
- マクデブルク
- ミュンスター
- ミンデン
- リューネブルク
- リューベック
- ロストック

### 低地地方
- ズヴォレ
- ナイメーヘン（ネイメーヘ）
- ブルッヘ（ブリュージュ）
- フローニンゲン（フローニンヘ）

## ハンザと世界遺産

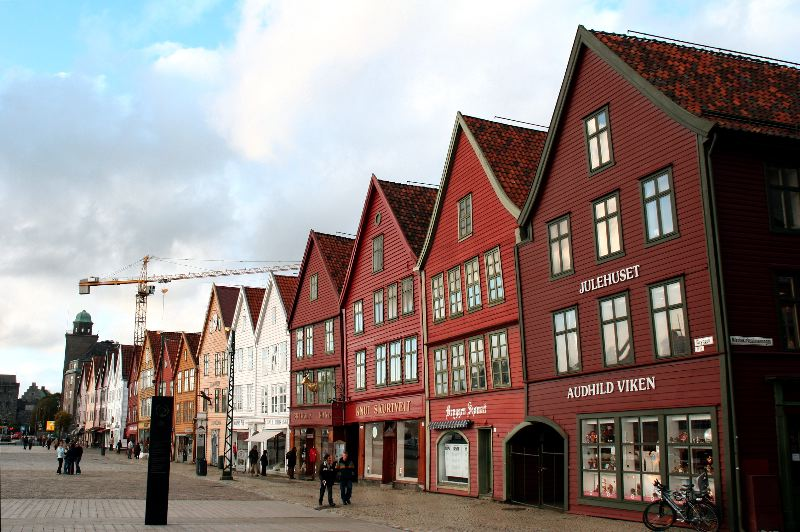
現在のブリッゲン（旧ハンザ同盟ベルゲン商館）

ハンザ同盟の残した歴史的・文化的意義はユネスコに高く評価されており、ハンザ同盟に関連する世界遺産（世界文化遺産）は複数存在する。
- ブリッゲン
- ハンザ都市リューベック
- ハンザ同盟都市ヴィスビュー
- シュトラールズントとヴィスマールの歴史地区

また、ハンザ同盟の歴史に関する文書は2023年に世界の記憶にも登録された。

## ハンザ研究史
ハンザ同盟の歴史研究は1870年代のドイツで本格化した。ドイツ帝国建国によって「ドイツ民族」長年の悲願、ドイツ統一が叶った時期であり、ナショナリズムが高揚した時期でもあった。その影響で初期のハンザ研究はハンザ同盟を中世におけるドイツ人活躍の歴史として解釈し、ハンザ同盟を国家のように捉え、強力な同盟関係が形成された14世紀以降を主な研究対象としていた。
20世紀初頭には都市同盟が形成される以前のハンザ商人の活躍も注目されるようになっていった。
第二次世界大戦後はハンザの主体をドイツ人のみに限定する歴史観が批判され、現在ではハンザの主体を特定の国家・民族に限定するのは不適切であるとされている。それと同時に、ネーデルラントやスラヴ系住民らの果たした役割も強調されるようになっている。